# Alekséi Markushévich
Alekséi Markushévich (1908-1979) fue un matemático y educador de la ex Unión Soviética. Doctor en ciencias fisicomatemáticas, catedrático, profesor de la cátedra de la teoría de funciones y análisis funcional de la Universidad Estatal de Moscú, antes de 1990, vicepresidente de la Academia de Ciencias Pedagógicas de la URSS.
El tema fundamental de sus estudios fue la teoría de las funciones de variable compleja. También se dedicó a problemas de pedagogía e historia de la ciencia y de los libros.
Son muchos los libros escritos por Alexei Markushévich. Además de los libros universitarios de matemáticas, publicó toda una serie de libros científicos y de divulgación científica sobre cuestiones de historia de la teoría de funciones, teoría de series, teoría de las funciones enteras, teoría de las tranformaciones conformes.
El profesor Markushévich fue redactor de la Enciclopedia de matemáticas elementales, un texto muy popular en su época.

## Obras
- Teoría de las funciones analíticas(1970), en dos tomos, editorial Mir, Moscú. Traducción de Emiliano Aparicio Bernardo.
- Sucesiones recurrentes(1974), en la serie "Lecciones populares de matemáticas", editorial Mir, Moscú; traducción de Carlos Vega.